# Vicedo (parroquia)
Vicedo (llamada oficialmente Santo Estevo do Vicedo) es una parroquia y una aldea española del municipio de Vicedo, en la provincia de Lugo, Galicia.

## Otras denominaciones
La parroquia también es conocida por los nombres de San Estebo de Vicedo y San Estevo de Vicedo.

## Organización territorial
La parroquia está formada por veintinueve entidades de población, constando doce de ellas en el nomenclátor del Instituto Nacional de Estadística español:

### Entidades de población
Entidades de población que forman parte de la parroquia:
- Airoá
- Amieiro (O Amieiro)
- Arealonga (Area Longa)
- Baltar
- Casanova (A Casanova)
- Cobelo (O Covelo)
- Congostras (As Congostras)
- Corva (A Corva)
- Corral (O Curral)
- Coto (O Coto)
- Curro (O Curro)
- Espiño (O Espiño)
- Fomento (O Fomento)
- Garavide
- Piñeiro
- Progreso (O Progreso)
- Randamil
- Ruño
- Sacido
- Serantes
- Suaiglesia (Suaigrexa)
- Tarroeira (A Tarroeira)
- Triscornia
- Valdesuso
- Vicedo (O Vicedo)
- Vilasuso
- Xilloi

### Despoblados
Despoblados que forman parte de la parroquia:
- Casal (O Casal)
- Iglesia (A Igrexa)

## Demografía

### Parroquia
| Gráfica de evolución demográfica de Vicedo (parroquia) entre 2000 y 2021 |
|                                                                          |
| Datos según el nomenclátor publicado por el INE.                         |

### Aldea
| Gráfica de evolución demográfica de Vicedo (aldea) entre 2000 y 2021 |
|                                                                      |
| Datos según el nomenclátor publicado por el INE.                     |